# Arabsat-6A
O Arabsat-6A é um satélite de comunicação geoestacionário saudita que foi construído pela Lockheed Martin. Ele foi está localizado na posição orbital de 30,5 graus de longitude leste e é operado pela Arabsat. O satélite foi baseado na plataforma A2100 e sua expectativa de vida útil é de 15 anos.

## História
A Arabsat e a King Abdulaziz City for Science and Technology (KACST) anunciaram em abril de 2015 contratos com a Lockheed Martin para a fabricação de dois satélites de comunicações A2100, o Arabsat-6A e o HellasSat 4/SaudiGeoSat 1. Os contratos foram assinados no dia 9 de abril de 2015. A construção dos satélites vai começar imediatamente e será concluída para o lançamento em 2018.

## Lançamento
O satélite foi lançado ao espaço no dia 11 de abril de 2019, por meio de um veículo Falcon Heavy da SpaceX a partir do Centro Espacial John F. Kennedy, na Flórida, EUA. Sua massa de lançamento era de 6465 kg.